# Quartucciu
Quartucciu é uma comuna italiana da região da Sardenha, em cidade metropolitana de Cagliari, com cerca de 10.630 habitantes. Estende-se por uma área de 27 km², tendo uma densidade populacional de 394 hab/km². Faz fronteira com Cagliari, Monserrato, Maracalagonis, Quartu Sant'Elena, Selargius, Settimo San Pietro, Sinnai.

## Demografia
| Variação demográfica do município entre 1861 e 2011                               |
|                                                                                   |
| Fonte: Istituto Nazionale di Statistica (ISTAT) - Elaboração gráfica da Wikipedia |